# Refugiados cipriotas
Refugiados cipriotas são os cidadãos cipriotas ou residentes de Chipre que tinham a sua residência principal (em oposição a apenas possuir propriedade) em uma área evacuada à força durante o conflito no Chipre. O governo de Chipre também reconhece como refugiados os descendentes dos refugiados originais na linha masculina, independentemente do local de nascimento.  O direito internacional não reconhece tal herança de estatuto de refugiado.